# Selargius Calcio
L'Associazione Sportiva Dilettantistica Selargius Calcio, nota semplicemente come Selargius, è la più importante società calcistica del comune di Selargius, nella città metropolitana di Cagliari.

## Storia
L'Unione Sportiva Selargius è stata fondata nel 1965 e nel corso degli anni ha preso parte perlopiù a campionati regionali, raggiungendo come massimo traguardo il quarto livello calcistico nazionale. In tale livello ha disputato, a fasi alterne, diciassette stagioni.
Dopo aver militato soprattutto tra Seconda e Prima Categoria, nel 1984 la società selargina si fonde con un'altra compagine concittadina militante nel campionato di Promozione, il Gruppo Sportivo Orione.
Dal 1984 al 1990 disputa il massimo campionato regionale, approdando al termine della stagione 1989-1990 nel Campionato Interregionale.
Nel frattempo la società aveva cambiato la denominazione in Gruppo Sportivo Selargius. In questi anni la società si toglie le maggiori soddisfazioni militando per undici stagioni consecutive tra i semiprofessionisti e ottenendo come migliori piazzamenti due terzi posti rispettivamente nella stagione d'esordio 1990-1991 e nel 1994-1995.
Al termine della stagione 2000-2001 il Selargius torna tra i dilettanti disputando sempre il campionato di Eccellenza.
Nel 2004 la società assume l'attuale denominazione Associazione Sportiva Dilettantistica Selargius Calcio.
Nella stagione 2008-2009 ottiene la promozione in Serie D essendosi aggiudicata prima i play-off regionali e poi avendo superato il San Nicola Sulmona e la Civitanovese nella fase nazionale. La stagione seguente, 2009-2010, sarà la migliore del nuovo ciclo tra i semiprofessionisti con un quinto posto finale in classifica e la qualificazione ai play-off per la promozione in Lega Pro Seconda Divisione. Sempre in questa stagione la società è stata affiliata all'Inter. Tuttavia le cinque annate successive risulteranno più complicate, nelle quali per ben due volte riesce a ottenere la salvezza solo dopo aver disputato i play-out.
Dal 2015 la società è tornata tra i dilettanti avendo disputato in questi anni un campionato di Eccellenza e tre di Promozione, campionato nel quale milita attualmente.
La società, oltre alla prima squadra, è dotata anche di un rinomato settore giovanile nel panorama calcistico regionale.

## Colori e simboli

### Colori
Il colore ufficiale della società è storicamente il granata, adottato nuovamente dalla compagine selargina nel 2007. In precedenza i colori sociali sono stati il bianco e il rosso.

## Palmarès

### Competizioni regionali
- Promozione: 1  (I livello)

1989-1990 (girone A)
- Seconda Categoria: 1  (III livello)

1978-1979 (girone C)

## Statistiche e record

### Partecipazione ai campionati

#### Nazionali
| Livello | Categoria                       | Partecipazioni | Debutto   | Ultima stagione | Totale |
| ------- | ------------------------------- | -------------- | --------- | --------------- | ------ |
| 4º      | Campionato Interregionale       | 2              | 1990-1991 | 1991-1992       | 17     |
| 4º      | Campionato Nazionale Dilettanti | 7              | 1992-1993 | 1998-1999       | 17     |
| 4º      | Serie D                         | 8              | 1999-2000 | 2014-2015       | 17     |

#### Regionali
| Livello | Categoria       | Partecipazioni | Debutto   | Ultima stagione | Totale |
| ------- | --------------- | -------------- | --------- | --------------- | ------ |
| 1º      | Promozione      | 6              | 1984-1985 | 1989-1990       | 15     |
| 1º      | Eccellenza      | 9              | 2001-2002 | 2015-2016       | 15     |
| 2º      | Prima Categoria | 5              | 1979-1980 | 1983-1984       | 11     |
| 2º      | Promozione      | 6              | 2016-2017 | 2021-2022       | 11     |

### Partecipazione alle coppe nazionali
| Competizione            | Partecipazioni | Debutto   | Ultima stagione | Totale |
| ----------------------- | -------------- | --------- | --------------- | ------ |
| Coppa Italia Dilettanti | 9              | 1990-1991 | 1998-1999       | 17     |
| Coppa Italia Serie D    | 8              | 1999-2000 | 2014-2015       | 17     |